# Domart-sur-la-Luce

Domart-sur-la-Luce este o comună în departamentul Somme, Franța. În 1 ianuarie 2022 avea o populație de 404 de locuitori.